# Maulaj Salisan
Maulaj Salisan (arab. مولاى سليسن; fr. Moulay Slissen)  – jedna z 52 gmin w prowincji Sidi Bu-l-Abbas, w Algierii, znajdująca się w zachodniej części prowincji, około 43 km na południowy zachód od Sidi Bu-l-Abbas. W 2008 roku gminę zamieszkiwało 5672 osób. Numer statystyczny gminy w Office National des Statistiques d'Algérie to 2218.